# Dúi mốc lớn
Dúi mốc lớn (Rhizomys pruinosus) là động vật gặm nhấm. Loài này phân bố ở Campuchia, Trung Quốc, Ấn Độ, Lào, Malaysia, Myanmar, Thái Lan và Việt Nam.
Dúi mốc lớn nặng khoảng 0,5 - 0,8 kg. Thân hình trụ mập, chiều dài thân 256 – 350 mm, đuôi 100 – 124 mm. Đầu hình nón, cổ ngắn. Chân ngắn, bàn chân to, có năm ngón, ngón có vuốt lớn, hai ngón chân sau liền với nhau. Dúi mốc có bộ lông thô màu mốc đốm trắng. Tai nhỏ, mắt bé.
Tại miền Bắc Việt Nam, dúi mốc lớn có tại Khu bảo tồn thiên nhiên loài vượn Cao Vít, Trùng Khánh, Cao Bằng.

## Hình ảnh

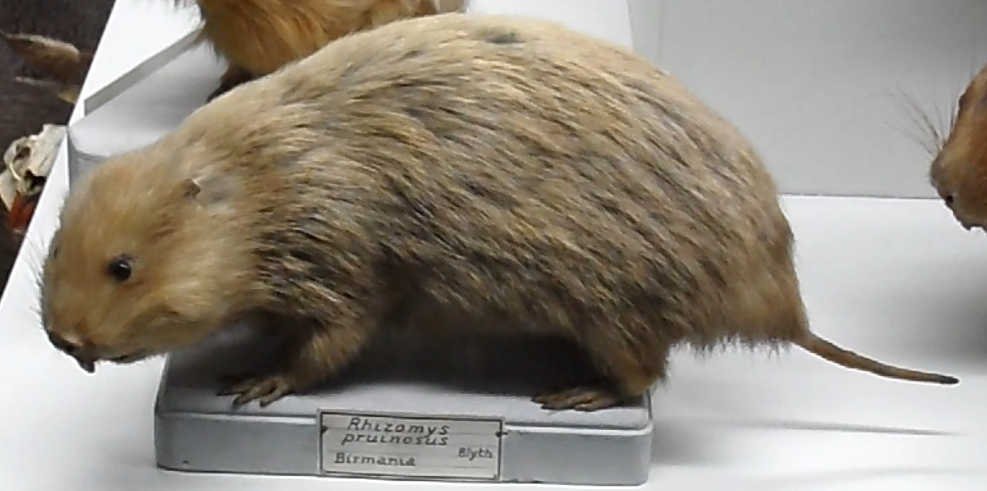